# Academia de Bellas Artes de Florencia
La Academia de Bellas Artes de Florencia (en italiano: Accademia di belle arti di Firenze) es una academia pública de arte, alojada en el antiguo Ospedale di San Matteo en la Via Ricasoli/Piazza San Marco de Florencia, Italia. La importancia histórica de esta institución cultural se debe a su antiguo origen y a los personajes que han formado parte de ella en el curso de los siglos.

## Historia de la Academia

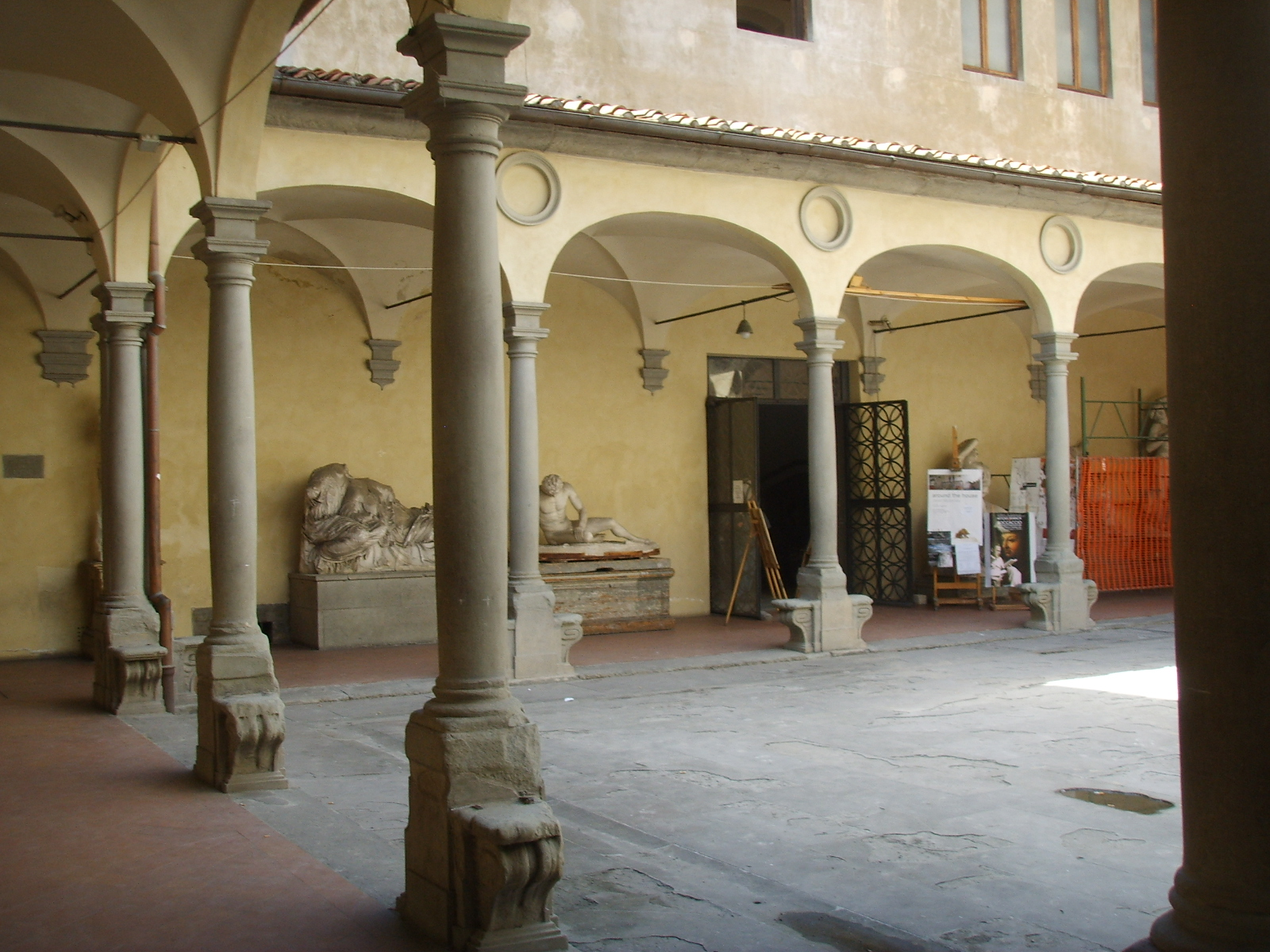
El patio interior, con moldes de yeso de esculturas famosas.

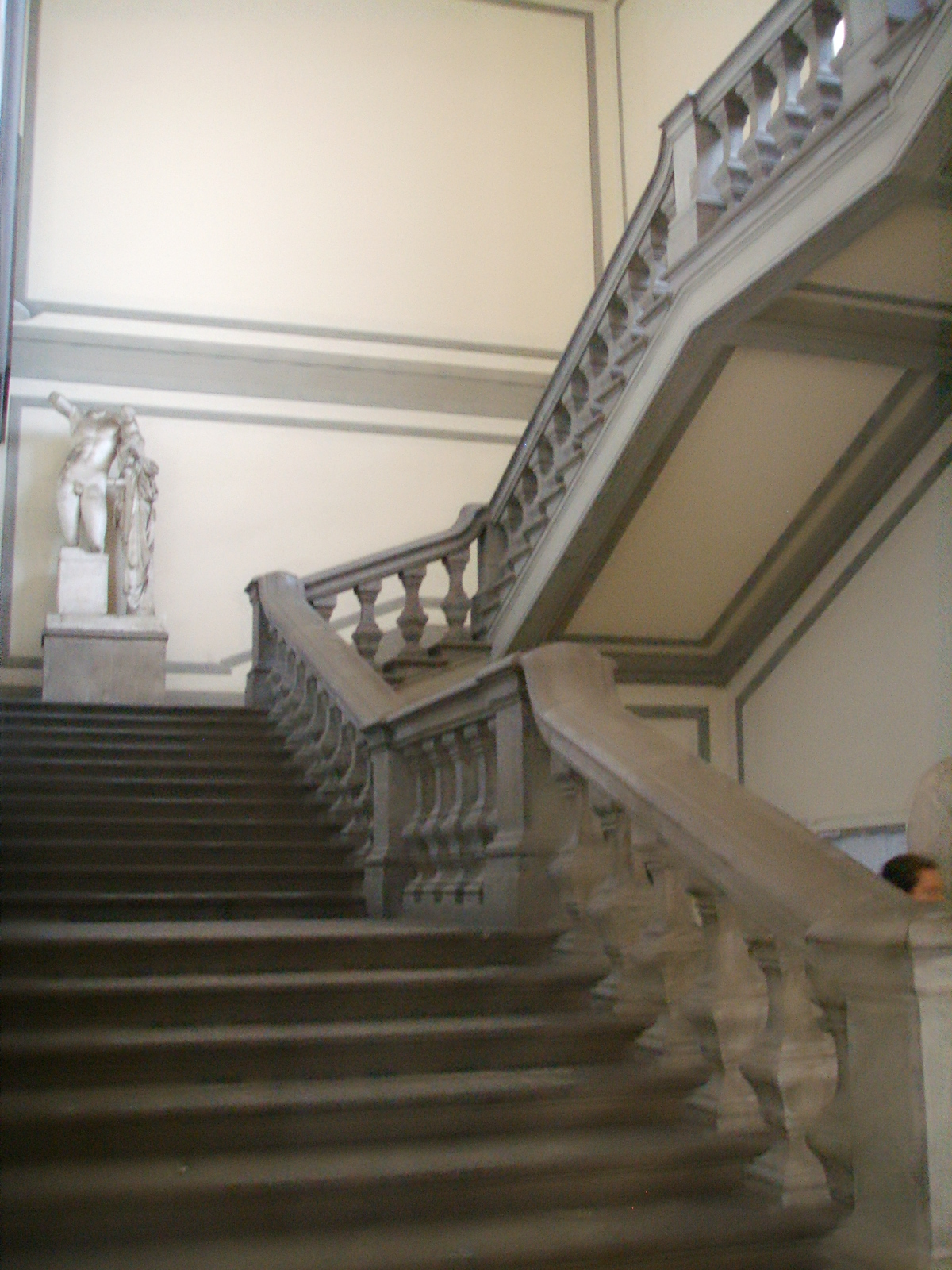
La escalera monumental.

La actual Academia de Bellas Artes de Florencia nació en 1784 mediante una reforma de la Accademia delle Arti del Disegno ordenada por Pedro Leopoldo para desarrollar una moderna institución de enseñanza del arte que pudiera satisfacer las nuevas exigencias de las artes aplicadas. La Accademia delle Arti del Disegno resurgirá un siglo después como una prestigiosa asociación entre artistas consolidados, una especie de orden profesional, mientras que la Academia de Bellas Artes heredó todas las funciones docentes.
Data de esa época la apertura a la instrucción artística pública y gratuita, con las materias de Pintura, Escultura, Arquitectura, Decoración y Grabado, y la creación de la colección de instrumentos y obras de arte antiguas y modernas para estudiar y copiar, que hoy en gran medida forman parte de la Galería de la Academia. Antonio Canova —llamado a Londres para una pericial sobre los mármoles de Elgin del Partenón— envió a la Academia para su uso como copia los moldes, mientras que ayudaba al estudio una rica biblioteca con numerosos libros, algunos de ellos raros. En 1872 también fue trasladado allí el David de Miguel Ángel, mientras la Academia se ocupaba de realizar una copia para exponerla en la Piazza della Signoria.
La historia de la academia siguió los acontecimientos del Estado toscano, primero con la ocupación francesa y posteriormente con el dominio de Elisa Bonaparte. Durante esta época, hasta la restauración de 1814, la academia se convirtió en una institución vinculada a la comunidad de Florencia, y se deben precisamente a los estatutos aprobados en 1807 y en 1812 importantes cambios y la introducción de nuevos métodos que están todavía en la actualidad en la base de las enseñanzas y de la fisonomía de la academia.
A finales del siglo xviii y en el siglo xix tuvieron lugar también en Florencia disputas entre los académicos tradicionalistas, como Pietro Benvenuti, Lorenzo Bartolini, Raffaello Morghen y Giovanni Dupré, y los renovadores, especialmente los macchiaioli, que fueron precursores del impresionismo, como Adriano Cecioni, Telemaco Signorini, Silvestro Lega y Giovanni Fattori, aunque no se alcanzaron unos tonos tan acalorados como en París.
En la época de Firenze Capitale (1865-1871) se separaron definitivamente la escuela y el museo de sus colecciones, la Galería de la Academia, que desde entonces es un museo estatal separado, albergado en parte de las estancias utilizadas anteriormente para la docencia.
En 1873, como ya se ha mencionado, se instituyó de nuevo en el seno de la Academia de Bellas Artes una Accademia delle Arti del Disegno, a la que se reconocieron poderes y funciones de vigilancia, asesoramiento y opinión diferentes de los de la institución de enseñanza. Esta situación perduró hasta 1937, cuando, tras la Reforma Gentile, se separaron de la Academia de Bellas Artes la enseñanza de Arquitectura, que pasó a integrarse en la Universidad de Florencia, y la Accademia delle Arti del Disegno, que es desde entonces una institución honorífica separada de la escuela.

## Historia del edificio

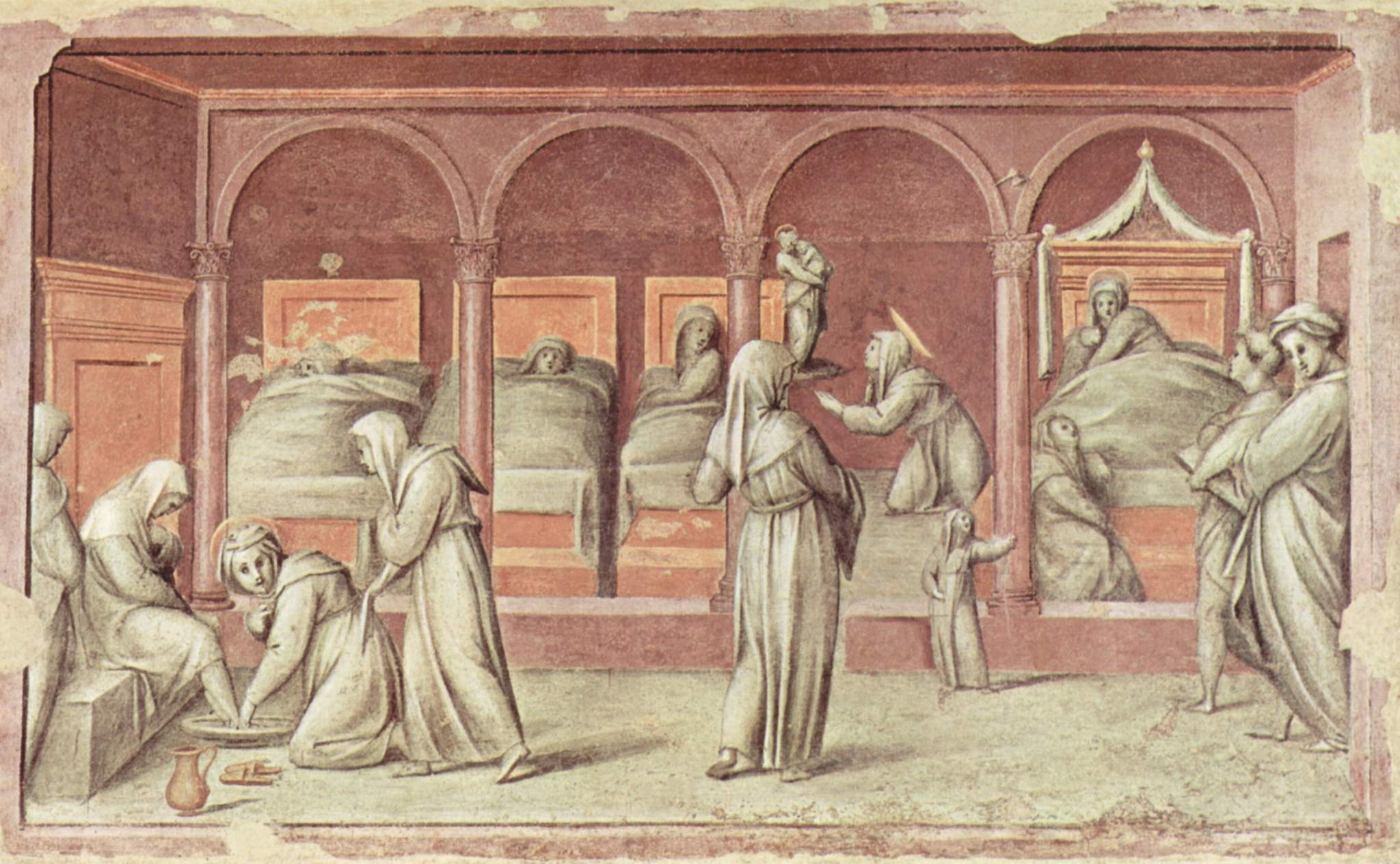
Pontormo, Episodio de vida hospitalaria.

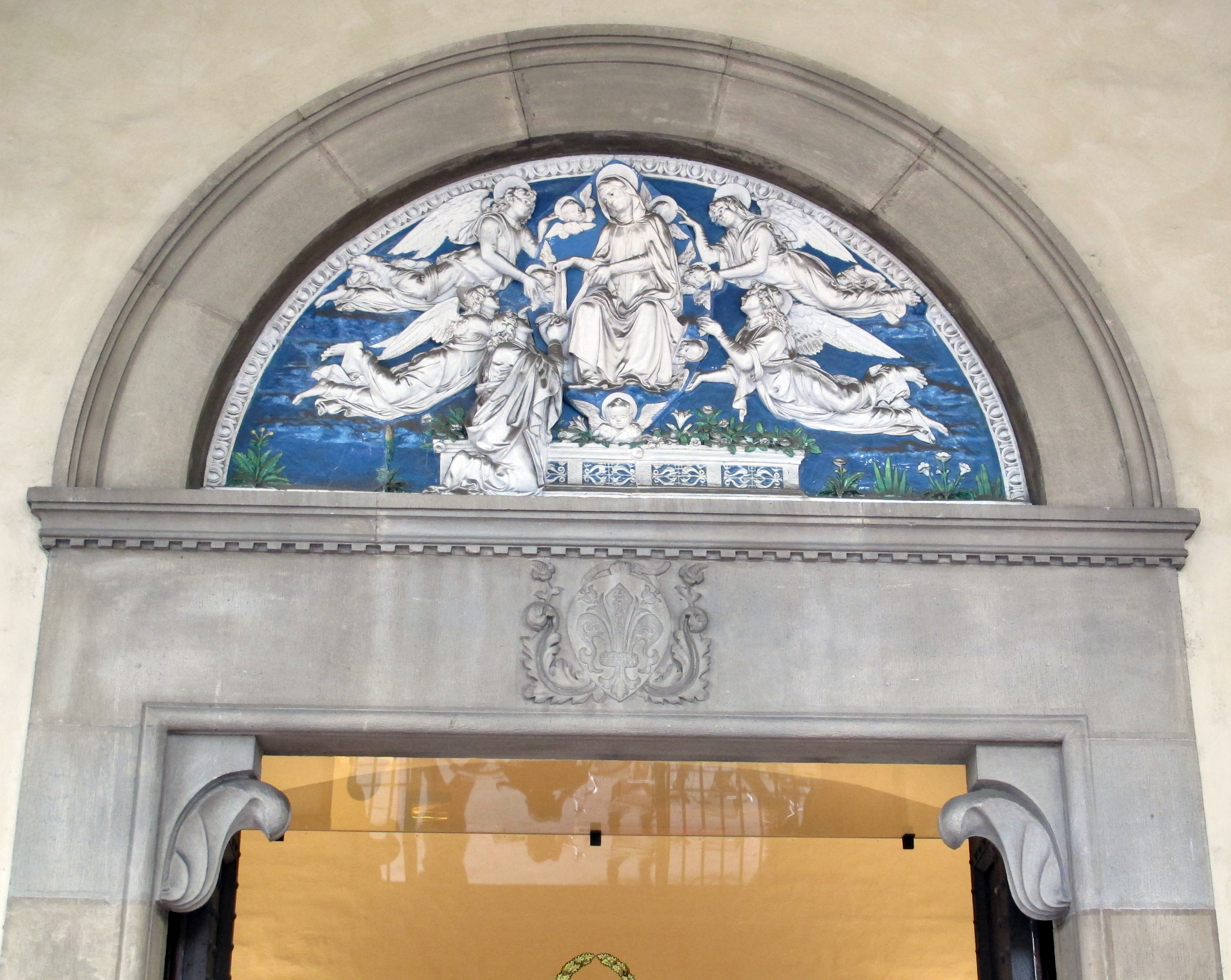
La Madonna della Cintola de Andrea della Robbia.

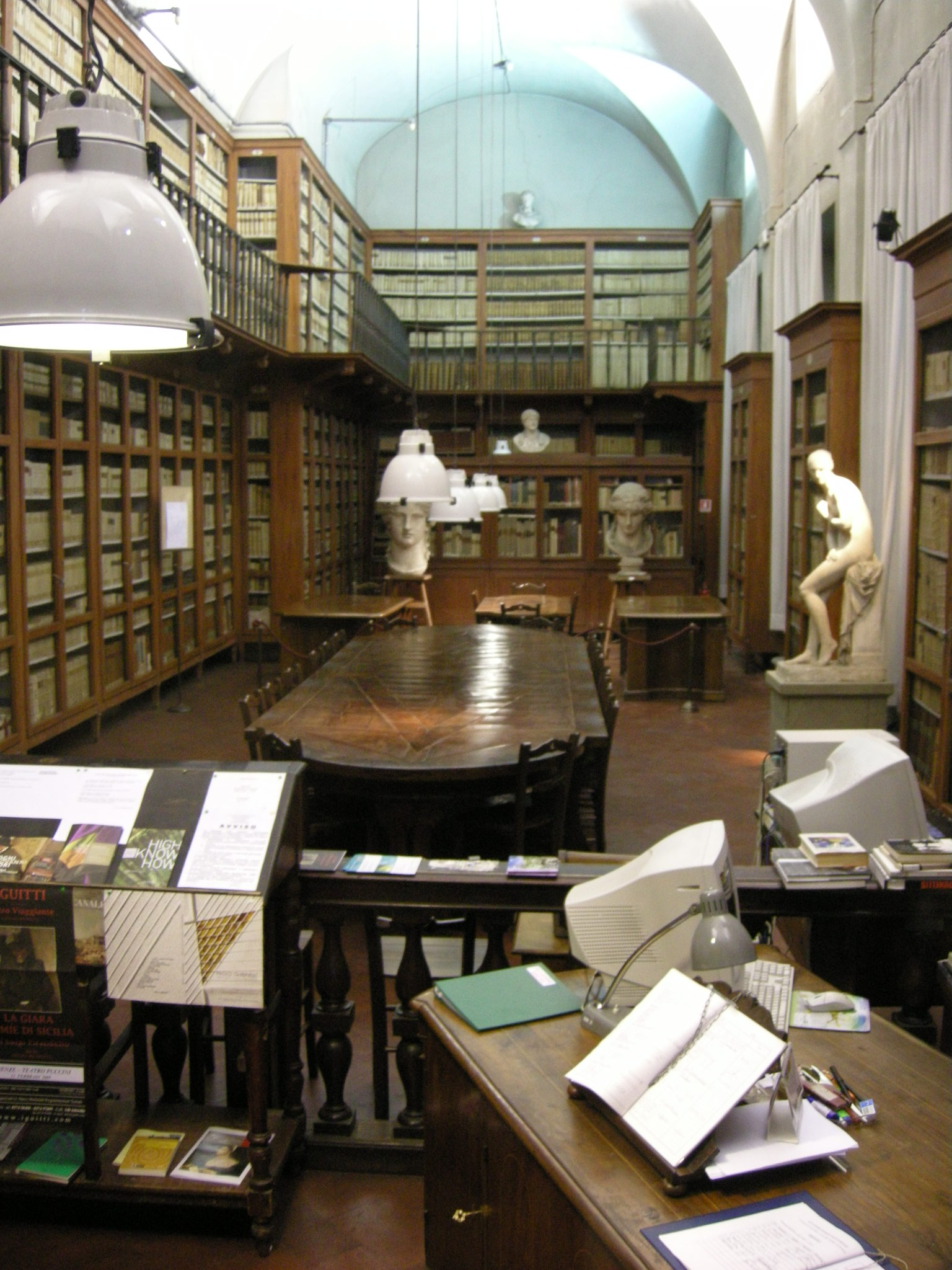
La biblioteca.

El antiguo Ospedale di San Matteo (en español: Hospital de san Mateo) fue construido entre 1388 y 1410 por los maestros constructores Romolo di Bandino y Sandro del Vinta, por órdenes del banquero Lemmo Balducci. Por esta razón se llamaba también di lelmo, debido a una pronunciación equivocada del nombre del benefactor. Se encontraba en el antiguo convento de las monjas de San Niccolò, trasladados en 1385 al contiguo monasterio de San Niccolò in Cafaggio. En particular, como ha reconstruido documentalmente Angela Rensi, en 1387 estaban ya construidos el dormitorio y refectorio, mientras que la construcción de la logia se puede datar en 1391-1392, según el modelo del Ospedale Bonifacio.
Esta institución hospitalaria, patrocinada por el Arte del Cambio (cuyo protector era precisamente san Mateo), acogía a los pobres enfermos. La asistencia era ofrecida por voluntarios que prestaban sus servicios gratuitamente, mientras que la administración del hospital estaba confiada a los spedalinghi, rectores que formaban parte del orden sacerdotal. Existe un testimonio iconográfico del aspecto de la sección femenina del hospital en un fresco de Pontormo, el Episodio de vida hospitalaria, conservado en la Galería de la Academia, en la que probablemente era la habitación representada, la actual Gipsoteca Bartolini. Poco después de 1750 se realizaron aquí los primeros experimentos de vacunación contra la viruela, inoculando el virus del viruela debilitado a niños del cercano Ospedale degli Innocenti.
En 1784 el hospital fue suprimido junto con muchas otras instituciones de media y pequeña dimensión en toda Florencia. Sus bienes fueron trasladados al Hospital de Santa Maria Nuova. Pedro Leopoldo destinó la estructura a alojar la Academia de Bellas Artes, antigua institución heredera de la Accademia delle Arti del Disegno fundada en 1563 bajo la protección de Cosme I de Médici y la dirección de Giorgio Vasari. La Academia fue objeto de saqueos napoleónicos que duraron desde 1798 hasta 1815, tras la ocupación francesa de todo el Gran Ducado de Toscana.
Para adecuar las instalaciones a su nuevo uso, la estructura fue sometida a importantes obras según el proyecto y dirección de Gasparo Maria Paoletti, que era además «primer maestro» de la escuela de arquitectura de la Academia, y posteriormente de Giuseppe Del Rosso. En torno a mediados del siglo xix se emprendieron otras intervenciones, destinadas a colocar en las habitaciones las enseñanzas de las diferentes disciplinas, primero bajo la dirección del arquitecto Giuseppe Mazzei, y posteriormente de Mariano Falcini.
Después de esta profunda transformación de la estructura, Guido Carocci, en las páginas del Illustratore florentino de 1904, intentaba reconstruir así la antigua configuración de esta parte del complejo: «tenía en la fachada un pórtico con pequeñas pilastras octogonales, bajo el cual varias puertas daban acceso a las enfermerías de los hombres y de las mujeres, al claustro y a la iglesia; encima del pórtico había una logia cubierta por un toldo sostenido por esbeltos pilares. La iglesia, a la cual se entraba desde el extremo del pórtico, tenía su lado izquierdo a lo largo de la Via del Cocomero y correspondía a la actual biblioteca de la Academia... Del hospital solo se conserva hoy el bonito claustro, reconstruido en el siglo xvi y decorado con muchas obras de arte, y algunos restos de la elegante fachada a dos órdenes de logias, reducidas a habitaciones y pasillos. Los restos de los arcos y pilares aparecieron con ocasión de la restauración de la fachada del Instituto de Bellas Artes: también se conserva la cornisa dentada que hay encima de los arcos. En las fachadas se ven todavía los escudos de Balducci y del Arte del Cambio».
El pórtico exterior, posteriormente tapiado, fue restaurado entre 1934 y 1935, con las obras dirigidas primero por Amedeo Orlandini y posteriormente por Alfredo Barbacci. En los accesos a los espacios interiores se colocaron nuevas puertas con el mismo diseño que la central interior, original, mientras que la gran puerta del siglo xviii de Paoletti que constituía el acceso principal desde la Vía Ricasoli se colocó en la antigua Piazzetta delle Belle Arti, en la entrada del Istituto Musicale Luigi Cherubini, donde se encuentra todavía en la actualidad. Se emprendieron más restauraciones exteriores e interiores entre 1964 y 1965, en 1973 y entre 1975 y 1978, estas dos últimas ampliamente documentadas en una publicación de 1979. Data de 1996 la reconstrucción de las escayolas de la fachada y la colocación de la barandilla, en el ámbito de una obra enmarcada en las intervenciones extraordinarias realizadas con ocasión de la celebración en Florencia del Consejo Europeo del 21-22 de junio de ese año.

## Descripción del edificio

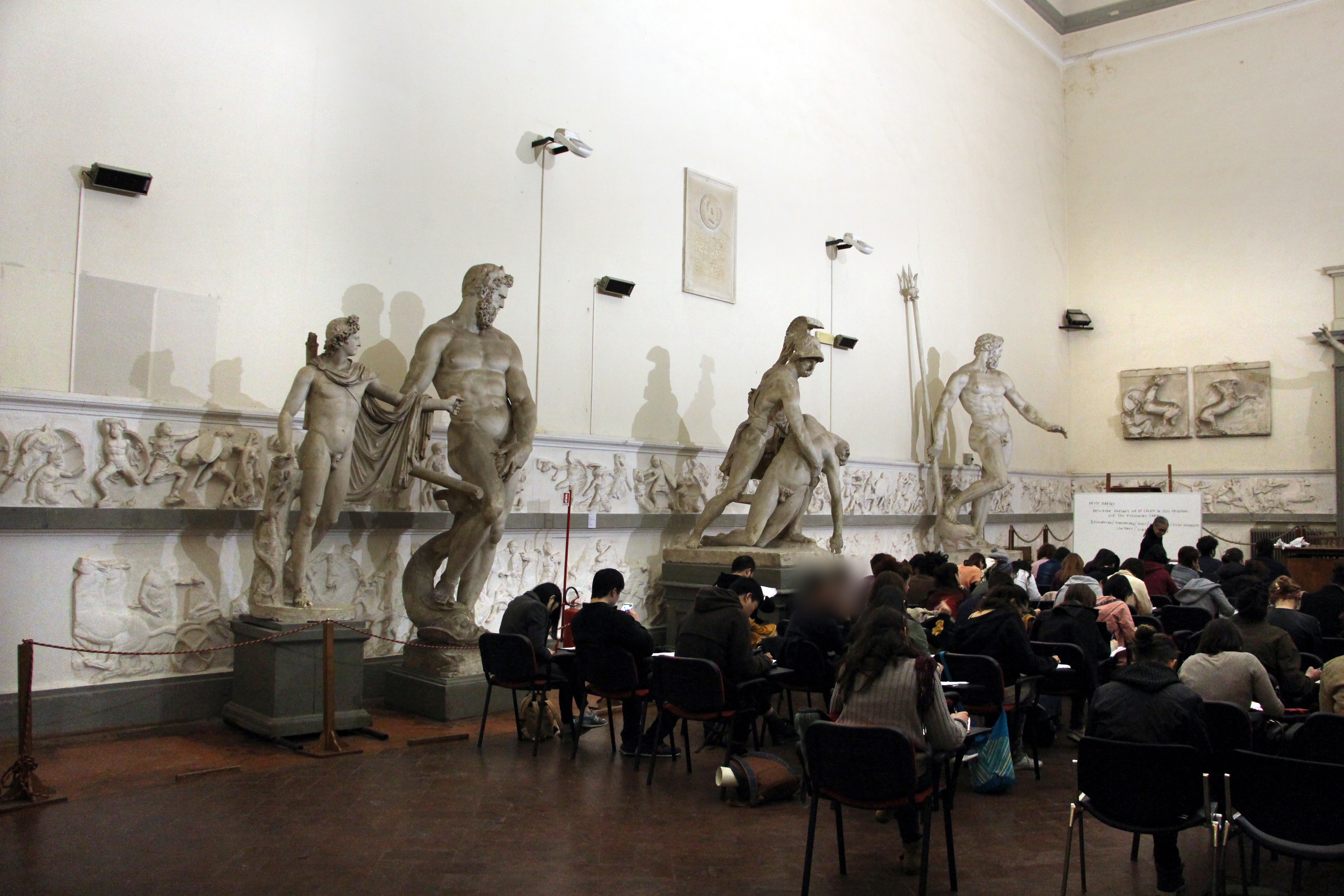
Esculturas de yeso en el Aula Minerva.

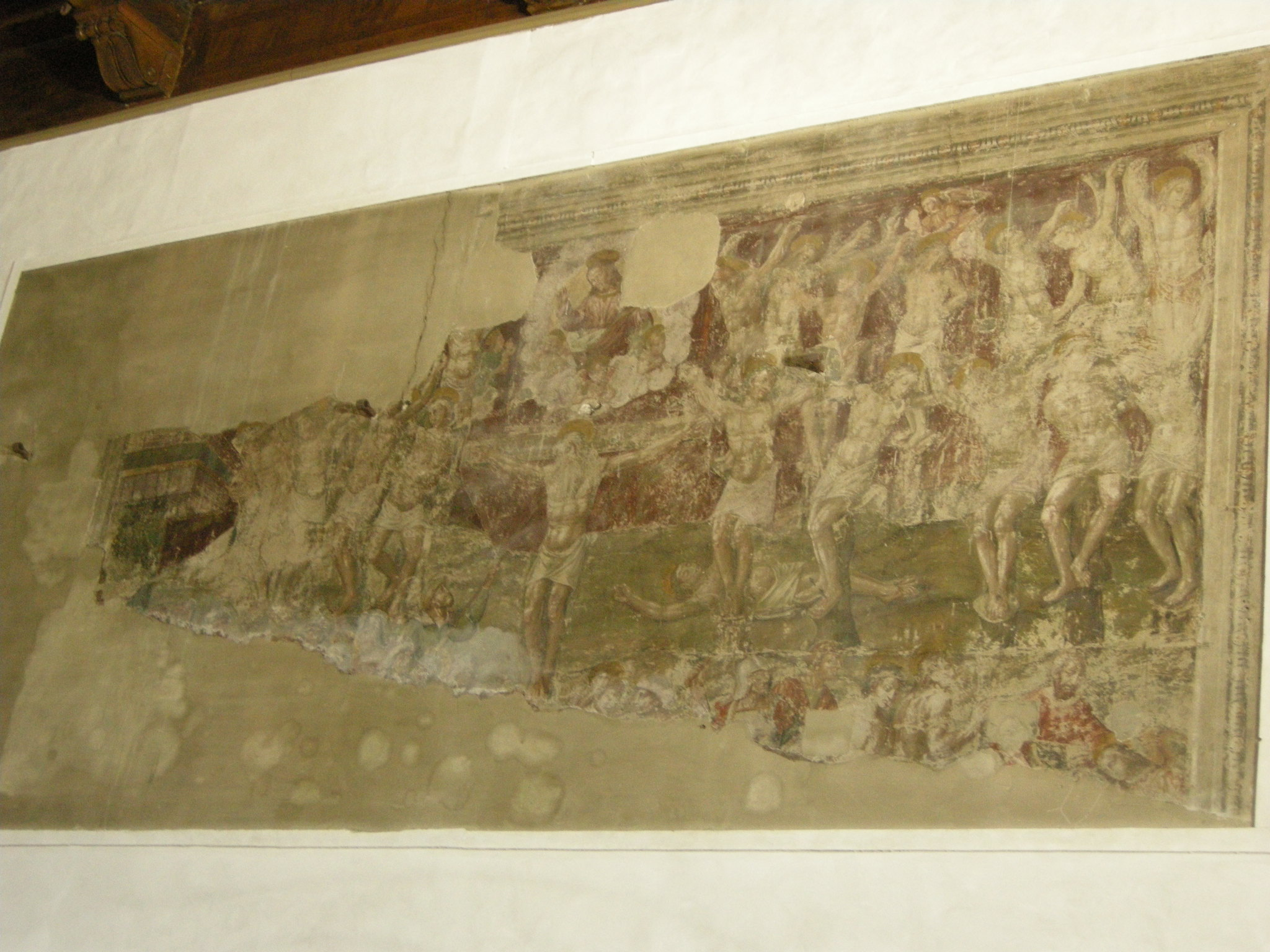
La Crucifixión.

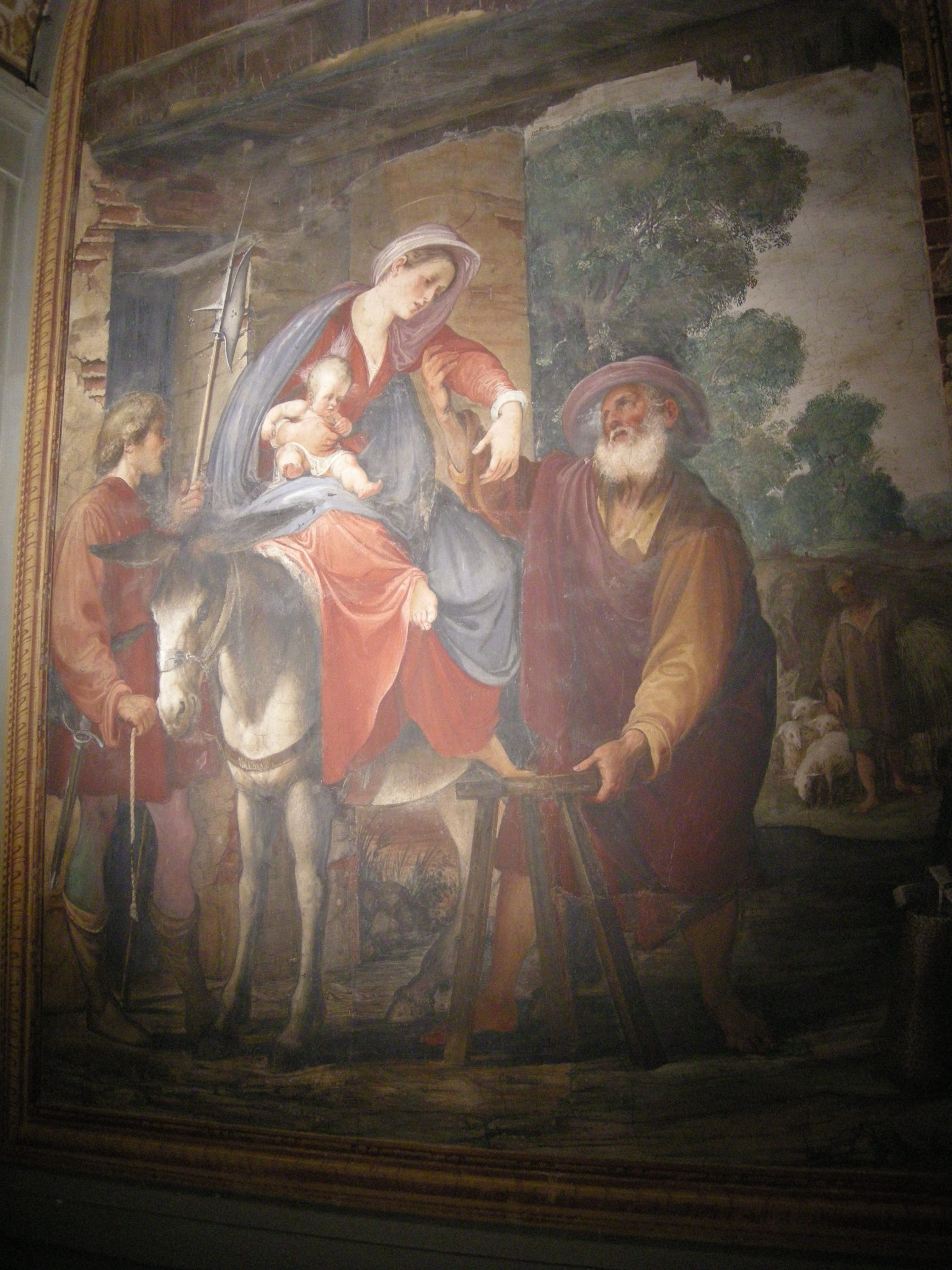
La Huída a Egipto de Giovanni da San Giovanni.

Actualmente el edificio da hacia la plaza con un pórtico con capiteles a hojas de agua, bajo el cual, en correspondencia con las puertas de acceso a las estancias, hay tres lunetas de terracota vidriada de Andrea della Robbia y colaboradores (1490 ca): la Asunción de la Virgen, la Virgen con el Niño entre dos santos y la Resurrección. El cuerpo superior presenta dos cornisas marcapiano y marcadavanzale; sobre esta última se alinean las simples ventanas, entre las cuales hay cuatro escudos con armas, hoy de difícil lectura pero documentados por la literatura como del fundador, Lemmo di Balduccio, y del Arte del Cambio.
En el interior del complejo hay un claustro, cubierto con pórticos con arcos rebajados a principios del siglo xvii. También en el interior hay una capilla, llamada de la Crocetta, decorada con un fresco sobre la Huída a Egipto de Giovanni da San Giovanni (1621), trasladado y recompuesto aquí en 1788 desde el cercano Palazzo della Crocetta, actual sede del Museo Arqueológico Nacional, que constituye uno de los ejemplos más antiguos de la técnica del transporte de los frescos, en este caso debido a Gasparo Maria Paoletti.
En la sala llamada «del Cenáculo» se conserva un fresco de la Última Cena pintado por Stefano d'Antonio Vanni (1465-1466), mientras que en el Aula Ghiberti, así llamada por el gran molde de la Puerta del Paraíso, se encuentra una Crucifixión de los diez mil mártires al fresco, atribuida también a Stefano d'Antonio. Es rica la colección, creada con fines didácticos, de moldes de obras escultóricas desde la antigüedad clásica hasta el siglo xix, dispuestas un poco por todo el edificio, desde el claustro hasta las escaleras, pasando por el Aula Minerva, donde se conservan los moldes de los frisos del Partenón y de otras grandes esculturas.
En el segundo patio se encuentra el fragmento de la columna de San Marcos, que habría debido decorar, según los proyectos de Cosme I, la cercana Piazza San Marco. En las instalaciones de la antigua iglesia del Ospedale di San Matteo se encuentra la biblioteca de la Academia de Bellas Artes, creada en 1801, que conserva grabados originales, manuscritos, cinquecentine, dibujos y documentos a partir de 1784. Antiguamente también formaba parte del complejo la sala de la Gipsoteca Bartolini, que hoy forma parte de la contigua Galería de la Academia.
Hacia la Vía Cesare Battisti se encuentra una fachada más moderna, que en el repertorio de Bargellini y Guarnieri se describe así: «la disposición actual es de principios del siglo xix, con los símbolos de la Accademia delle Arti del Disegno, es decir, las tres coronas de laurel entrelazadas, que representan las tres artes hermanas nacidas del diseño: la arquitectura, la escultura y la pintura. En la Academia de Bellas Artes enseñó grabado, en los últimos años de su vida, el gran pintor Giovanni Fattori. Él entraba en su estudio desde una pequeña puerta en la Vía Battisti, por encima de la cual, por iniciativa de los artistas florentinos, se colocó un recuerdo de mármol, coronado por una hornacina con un busto de bronce del pintor realizado por el escultor Valmore Gemignani».